# Nikolái Rezánov
Nikolái Petróvich Rezánov (en ruso: Никола́й Петро́вич Реза́нов; San Petersburgo; 28 de marzo de 1764 - Krasnoyarsk, Siberia, 8 de marzo de 1807); noble y estadista ruso que promovió la colonización por parte de Rusia de Alaska y California. 
Fue el primer embajador ruso en Japón (1804) y participó en el primer intento de Rusia de circunnavegar el mundo (1803-1806), comandando personalmente la expedición hasta Kamchatka. Fue también autor de un lexicón del idioma japonés y varias otras obras, que se guardan en la biblioteca de la Academia de Ciencias de San Petersburgo, de la cual él era miembro. Pero muchos años después de su muerte es aún recordado por la gran Compañía Ruso-americana y el interés que despiertan en los estudiantes de historia las políticas seguidas en dicha empresa, que si no hubiera sido por su temprana muerte a los casi 41 años, hubieran podido cambiar el destino de Rusia y los Estados Unidos.

## Compañía Ruso-americana

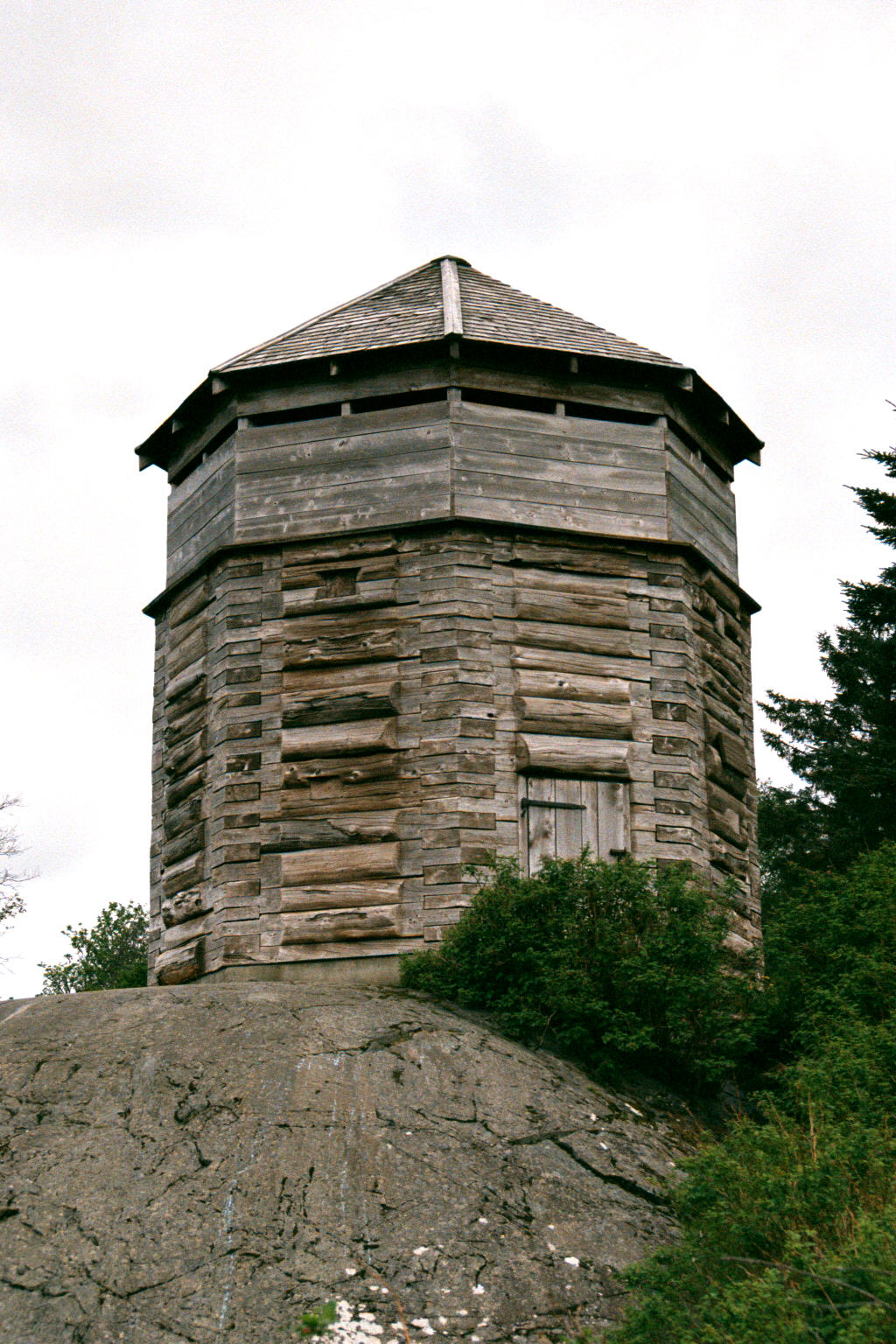
Réplica de la torres rusas de vigilancia (una de las tres torres que cuidaban las murallas en Novoarjángelsk) tal como las reconstruyó el servicio de parques nacionales en 1962.

Rezánov nació en San Petersburgo el 28 de marzo de 1764. A los 14 años de edad dominaba cinco idiomas. En 1791, se incorporó al grupo de Gavrila Derzhavin quien era secretario privado de la Emperatriz. Varios años antes, al conocer a Grigori Shélijov, de la Compañía de Pieles Shélijov-Gólikov, Rezánov se interesó en el proyecto del comerciante de obtener un monopolio sobre el comercio de pieles en aquellas lejanas regiones. Consciente de las energías latentes y ya cansado de los placeres de una corte disoluta, se convirtió en socio de la compañía, y rápidamente se transformó en un astuto e incansable hombre de negocios. Al morir Shelijov en 1795, Nikolái se convirtió en el líder de un conjunto de ricas compañías, y resolvió que obtendría para sí y sus socios una serie de privilegios, análogos a los que Gran Bretaña le había concedido a la East India Company.
Acababa de persuadir a Catalina II de que firmara su autorización cuando esta falleció, por lo que se vio obligado a comenzar nuevamente el trámite con Pablo I de Rusia, que poseía una personalidad sumamente inestable e intratable. Durante un tiempo las perspectivas de éxito fueron inexistentes, pero la habilidad, sutileza y tacto de Rezánov, finalmente triunfaron y poco tiempo antes del asesinato de Pablo Nikolái obtuvo su firma en el documento que le otorgaba a la Compañía Ruso-americana durante un período de veinte años renovables el dominio sobre las posesiones rusas en América, las costas del noroeste al norte de la latitud 55° Norte y sobre la cadena de islas que se extienden al norte de Kamchatka hacia Alaska y al sur hacia Japón (islas Kuriles e islas Aleutianas). 
La compañía barrió a las otras pequeñas empresas y comerciantes independientes y desde principios del siglo XIX fue una importante fuente de ingresos para Rezánov y los otros accionistas, incluidos algunos miembros de la familia imperial. El ocaso se debió a la falta de una gestión adecuada y al desabastecimiento de alimentos en los puestos comerciales, lo que  motivó  fuertes pérdidas y en gran medida, fue causante de su ruina. Una vez que Rezánov concluyó su embajada a Japón, arribó a Kamchatka en 1805 y se encontró con órdenes de que permaneciera en las colonias rusas como inspector imperial y plenipotenciario de la compañía y que corrigiera los abusos y desmanes que estaban arruinando  esa gran empresa. Para ello se embarcó en un lento periplo hacia Novoarjángelsk deteniéndose en las islas para establecer medidas de protección de los animales de los que se extraían las pieles ante las matanzas indiscriminadas que tenían lugar, castigando y llegando a prohibir a aquellos que habían violado de manera más flagrante las normas de la Compañía, e introduciendo la influencia civilizadora de escuelas y bibliotecas, siendo la mayoría de los libros un presente personal suyo. Inclusive creó varias escuelas de cocina, para mejorar las condiciones de la alimentación del personal en las colonias.

## Misión en California
A finales del invierno de 1806 (durante el que casi se mueren de hambre) en Novoarjánguelsk, donde se encontraba ubicada la sede central de la Compañía, Rezánov compró un barco a un capitán yankee y navegó hacia los asentamientos españoles en California. Su propósito era intercambiar su rica carga de pieles por alimentos y negociar un tratado para que sus colonias fueran aprovisionadas dos veces por año con los abundantes productos existentes en Nueva España. Echó anclas en el puerto de San Francisco a comienzos de abril de 1806, tras un viaje tormentoso razón por la cual tuvo que desistir de sus intenciones de tomar posesión del río Columbia en nombre de Rusia.
Si bien fue recibido con gran amabilidad por los californianos, rápidamente se le hizo saber que las leyes de España prohibían a las colonias comerciar con potencias extranjeras y que el gobernador de California era incorruptible. Si no hubiera sido porque Rezánov, se enamoró de María Concepción Argüello que contaba entonces 15 años de edad y era hija del comandante de San Francisco, Don José Darío Argüello y de su tacto y habilidades diplomáticas es muy probable que hubiera fracasado en su misión.
Finalmente, tras seis semanas estancia, partió para Novoarjánguelsk, con las bodegas del Juno repletas de galletas y carne desecada, con la promesa del perplejo gobernador de enviar una copia del posible tratado con Rusia a España y comprometido con la joven más hermosa de California, Conchita Argüello. Desde Novoarjánguelsk (Sitka desde 1867) siguió navegando hasta Kamchatka, donde despachó a sus barcos para arrebatar la isla de Sajalín a Japón. Luego continuó viaje por tierra hacia San Petersburgo con el tratado que tendría que firmar el zar, y cartas personales para el Papa y el rey de España ( Carlos IV) pidiendo la dispensa y el consentimiento real necesarios para su casamiento. 
Sin embargo, murió de fiebre y agotamiento durante su viaje por Siberia, en Krasnoyarsk, el 8 de marzo de 1807.

## Análisis
El tratado con California, cuya sola mención causó una gran conmoción en Nueva España, era en realidad el menor de los proyectos que tenía Rezánov. En realidad había sido concebido en forma sincera y transparente, Rezánov estaba muy preocupado por las condiciones en que vivían sus empleados y los nativos de la zona que eran, de hecho, poco más que esclavos de la compañía; pero el ser extremadamente directo fue la causa de un revuelo un tanto exagerado.
Su correspondencia con la compañía claramente indica su propósito de anexionar a Rusia toda la costa oeste del continente de América del Norte y propiciar la inmigración inmediata en gran escala desde Rusia. Si él hubiera vivido más años, es muy probable que hubiera cumplido su objetivo. El tratado nunca se firmó, las reformas de Rezánov se disolvieron en la desesperanza, las colonias gradualmente colapsaron, y la joven española que se había enamorado de Rezánov se convirtió en monja.

## Obras inspiradas en Rezánov
En 1979, el compositor Alekséi Rýbnikov y el poeta Andréi Voznesenski escribieron una de las primeras óperas rock rusas y eligieron como tema la historia de amor de Rezánov y Concepción. Dicha ópera se llamó Juno y Avós, nombres de los dos barcos de Rezánov. La producción original tuvo muchísimo éxito en el teatro Lenkom durante 25 años, y aún en el 2007 se pone en escena con gran aceptación del público. El actor que personificó inicialmente a Rezánov desde 1979 hasta el 2005 fue Nikolái Karáchentsov, quién fue reemplazado en el 2005 después de un grave accidente automovilístico, por Dmitri Pevtsov y Víktor Rákov.